# Cimetière de Charonne
Le cimetière de Charonne est un cimetière parisien situé dans le 20e arrondissement. C'est le deuxième cimetière parisien le plus petit après celui du Calvaire.

## Situation et accès
Situé au cœur du quartier de Charonne, c'est avec celui du Calvaire l'un des deux derniers cimetières parisiens à jouxter une église paroissiale.
Environ 650 tombes se répartissent sur ses 41 ares.
Le chemin du Parc-de-Charonne et les rues Stendhal et de Bagnolet longent le cimetière.

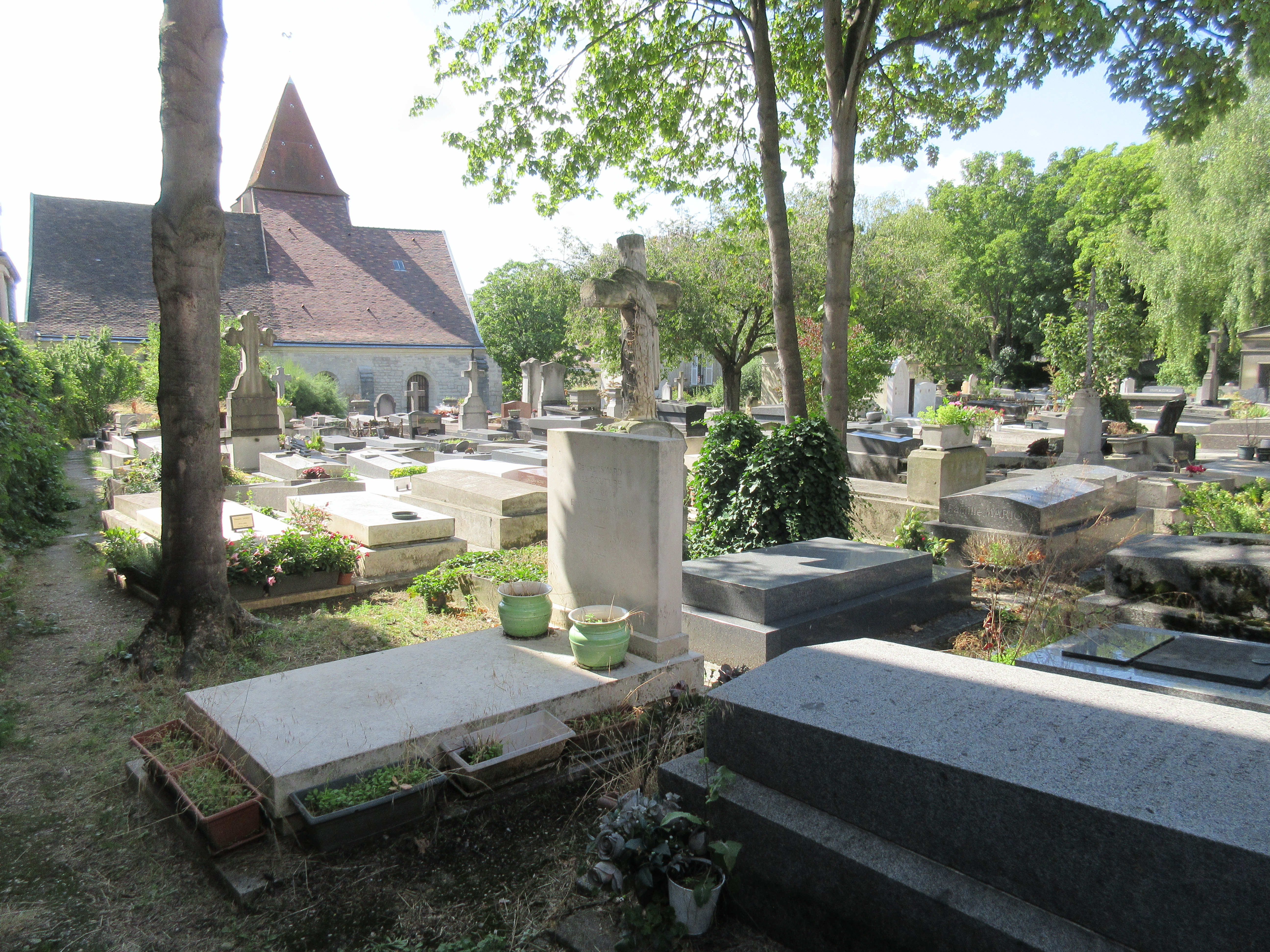
Vue du cimetière.
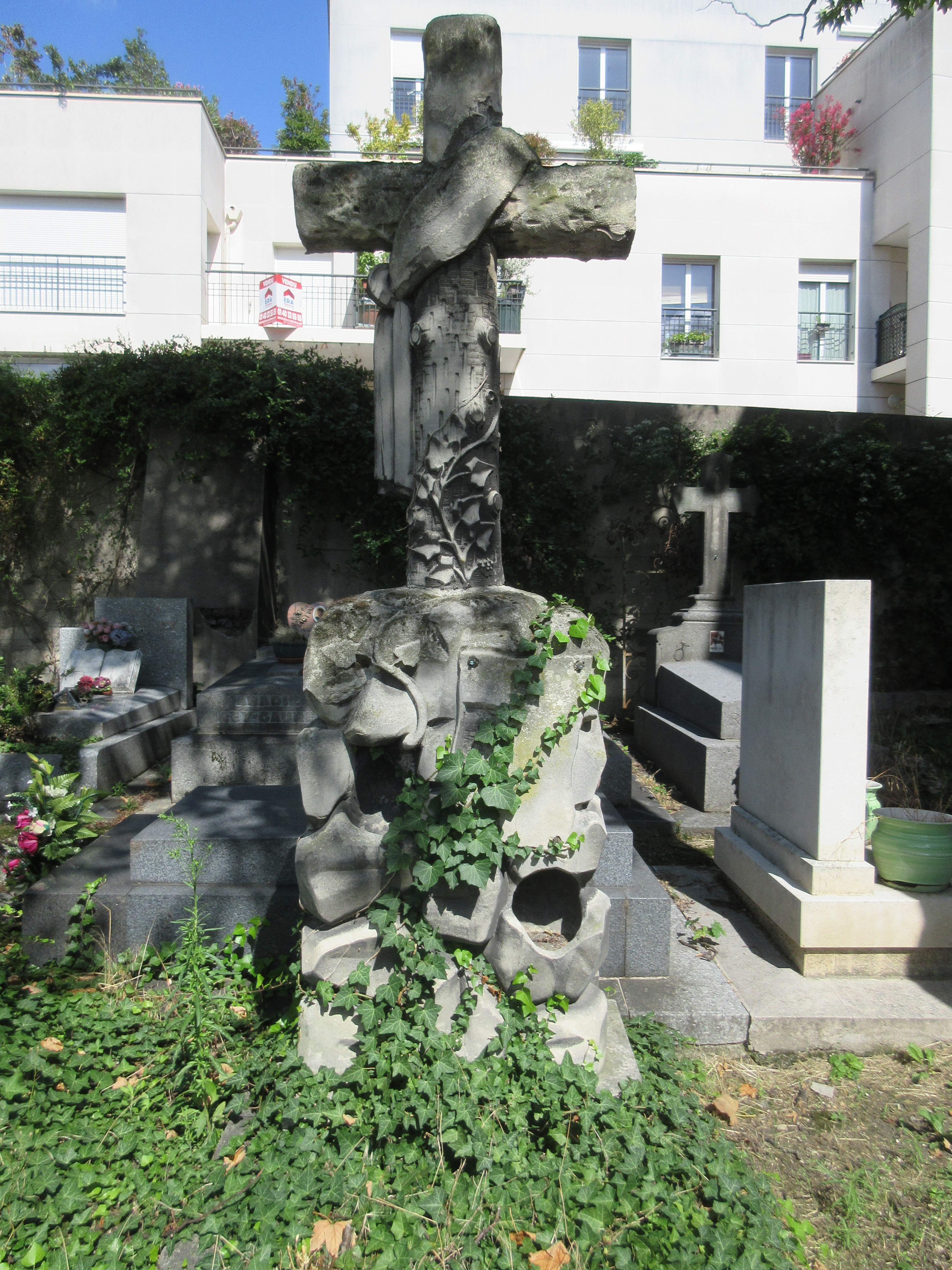

## Historique
Entourant l'église Saint-Germain-de-Charonne, le cimetière paroissial de Charonne est certainement aussi ancien que son église.
Devenu cimetière communal en 1791, il est agrandi en 1845 puis en 1859 - il accueille alors plus de 650 tombes. Il est  annexé à Paris en 1860.
Ce petit cimetière a échappé aux dispositions du décret du 12 juin 1804 interdisant les inhumations dans l'enceinte des villes et bourgs.
En 1897, la démolition de l'annexe du cimetière située de l'autre côté du chemin du Parc-de-Charonne, nécessitée par le creusement du réservoir de Charonne, met au jour près de 800 squelettes encore vêtus d'uniformes militaires. L'examen des boutons indique qu'il s'agit de Fédérés fusillés sommairement en mai 1871 et enterrés à la hâte dans des fosses communes. Ces dépouilles sont réinhumées en 1897, sans épitaphe, le long du mur méridional. Une plaque commémore les faits.
Le cimetière est inscrit au titre des monuments historiques par arrêté du 18 septembre 1964. La tombe du truculent François Bègue dit le père Magloire (1750-1837) est classée par arrêté du 17 février 1965.
L'endroit est réputé pour accueillir de nombreux chats. Il abrite aussi la dernière demeure de plusieurs sympathisants d'extrême-droite : le collaborationniste Robert Brasillach, son beau-frère le négationniste Maurice Bardèche et Paul Marion, membre du régime de Vichy.

## Personnalités inhumées
| Nom                                                                                 | Profession | Division        | Photo |
| ----------------------------------------------------------------------------------- | --- | --------------- | ----- |
| Maurice Bardèche (1907-1998)                                                        | écrivain et négationniste, beau-frère de Robert Brasillach | 2               |       |
| Gérard Bauër (1888-1967)                                                            | romancier | 4               |       |
| François Bègue dit le père Magloire (1750-1837)                                     | mythomane se prétendant ancien secrétaire de Robespierre. Sa tombe, classée monument historique en 1965,, est surmontée de la statue d'un homme grandeur nature en costume du 18e siècle | 4               |       |
| René Bernasconi (1916-2006)                                                         | président de la Chambre syndicale nationale du commerce et de la réparation automobile (CSNCRA) puis de la Confédération générale des petites et moyennes entreprises (CGPME)            | 3               |       |
| Pierre Blanchar (1892-1963)                                                         | acteur | 4               |       |
| Jacques Boni (1940-2020)                                                            | patron du club de jazz Aux Trois Mailletz | 3               |       |
| Robert Brasillach (1909-1945)                                                       | écrivain, journaliste collaborationniste et antisémite, fusillé à la Libération | 1 (1re section) |       |
| Maurice Cazaux (1916-2001)                                                          | écrivain, journaliste | 1 (2e section)  |       |
| Josette Clotis (1910-1944) Gauthier Malraux (1940-1961) Vincent Malraux (1943-1961) | romancière, compagne d'André Malraux, happée par un train. Leurs deux fils Gauthier et Vincent Malraux ont péri le 23 mai 1961 dans un accident de voiture                               | 4               |       |
| Fédérés exécutés en mai 1871                                                        | plaque commémorative | 2               |       |
| Jean-André Fieschi (1942-2009)                                                      | critique de cinéma, cinéaste et vidéaste | 3               |       |
| Ganachaud (famille)                                                                 | boulangers parisiens | 4               |       |
| Jean-François Lauze (1905-1957)                                                     | peintre | 1 (2e section)  |       |
| Paul Marion (1899-1954)                                                             | politicien, membre du régime de Vichy | 3               |       |
| Alain de Mijolla (1933-2019)                                                        | psychiatre et psychanalyste, essayiste, historien de la psychanalyse | 1 (2e section)  |       |
| Daniel Milhaud (1930-2014)                                                          | dessinateur, fils de Darius Milhaud | 2               |       |
| Marie de Miribel (1872-1959)                                                        | infirmière et résistante, fondatrice de l' Œuvre de la Croix Saint-Simon à vocation sociale et hospitalière                                                                              | 1 (2e section)  |       |
| Emmanuelle Riva (1927-2017)                                                         | actrice et poétesse | 4               |       |